# Hôtel particulier Goubine
L'hôtel particulier Goubine (Особняк Губина) est un bâtiment néoclassique de Moscou, inscrit à la liste du patrimoine protégé. Il abrite aujourd'hui l'un des lieux d'exposition du musée d'art moderne de Moscou. Cet hôtel particulier construit en 1793 par Kazakov (architecte du palais du Sénat du Kremlin) se trouve au  no 25 de la rue Petrovka, dans le centre historique de la capitale russe.

## Historique
Ce magnifique hôtel à portique hexastyle corinthien est un modèle du genre à Moscou. Il a été construit par Kazakov pour le richissime Mikhaïl Pavlovitch Goubine, industriel et propriétaire de mines dans l'Oural. Situé juste à côté du monastère Saint-Pierre-le-Haut, il a souffert de dommages pendant l'incendie de Moscou de 1812 et a été rénové entre 1823 et 1828.
Un petit parc avec un étang se trouve à l'arrière et descend presque jusqu'à la rue Bolchaïa Dmitrovka. Les descendants de Goubine donnent la maison de maîtres en location à des établissements d'enseignement avec internat. Entre 1871 et 1905 c'est la pension Zimmermann qui se trouvait dans ses murs, puis le lycée Kreimann pour garçons. Ce dernier compta parmi ses élèves Youri Gauthier, le philologue Alexeï Chakhmatov et Valéry Brioussov, qui en fut renvoyé à cause de son athéisme militant. L'édifice est restauré dans les années 1920.
En 1920, l'ancien lycée est transformé en institut de physiothérapie et d'orthopédie, puis transformé pendant tout le reste de la période soviétique en clinique.
L'édifice a été restauré au début du XXIe siècle, ce qui a permis de découvrir des fresques d'origine. Il abrite aujourd'hui des expositions d'art moderne.

## Illustrations

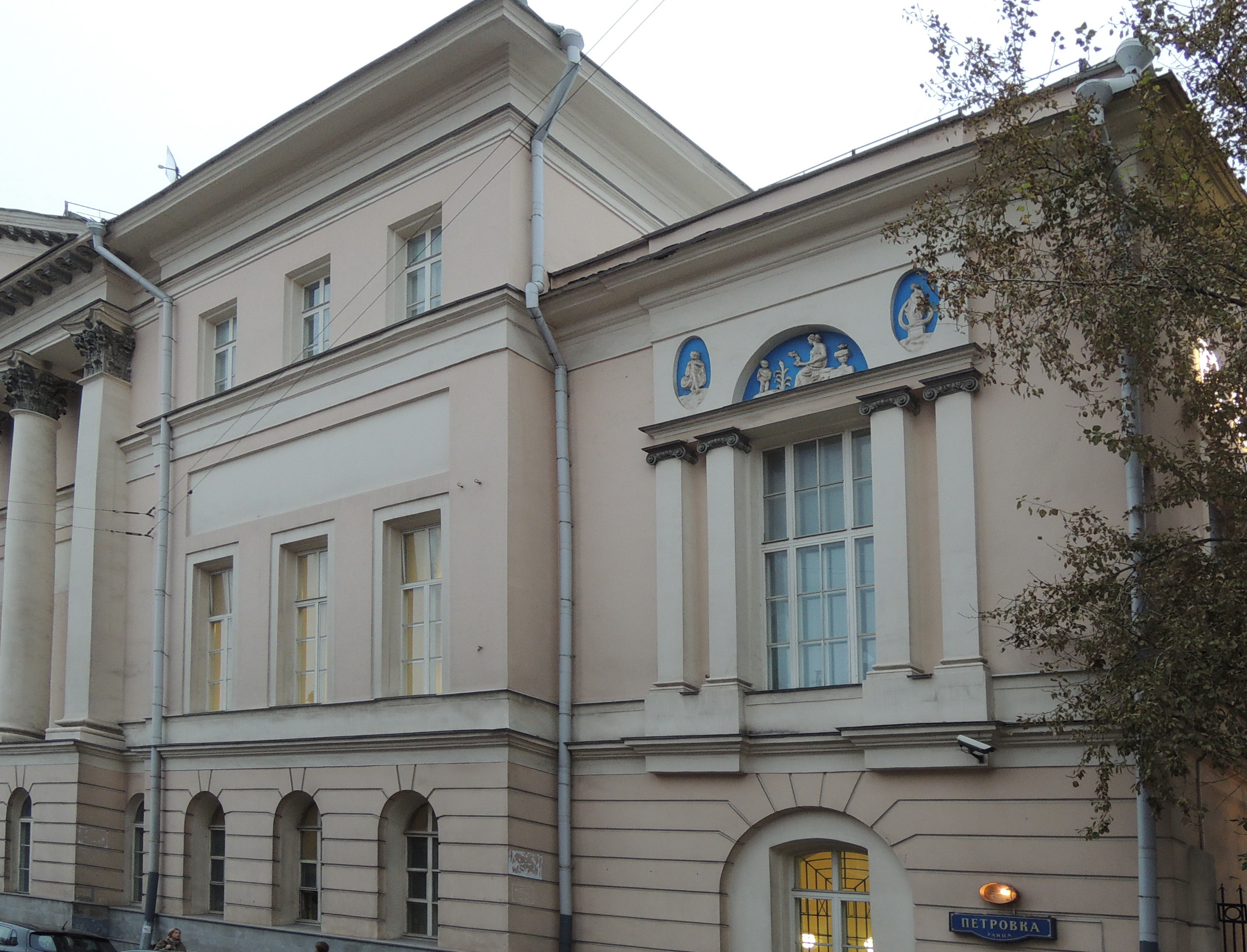
Reliefs sur la façade
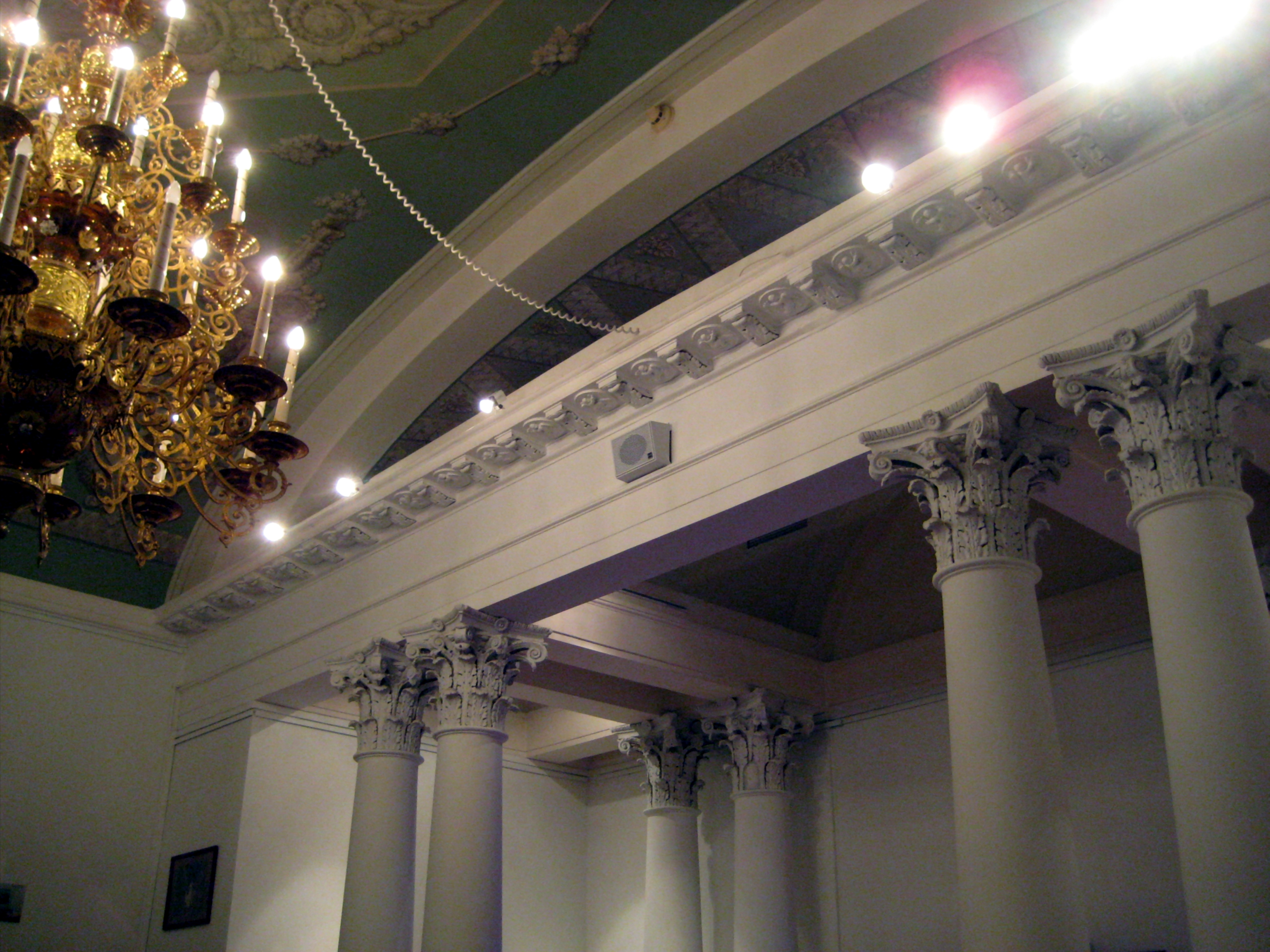
Intérieur
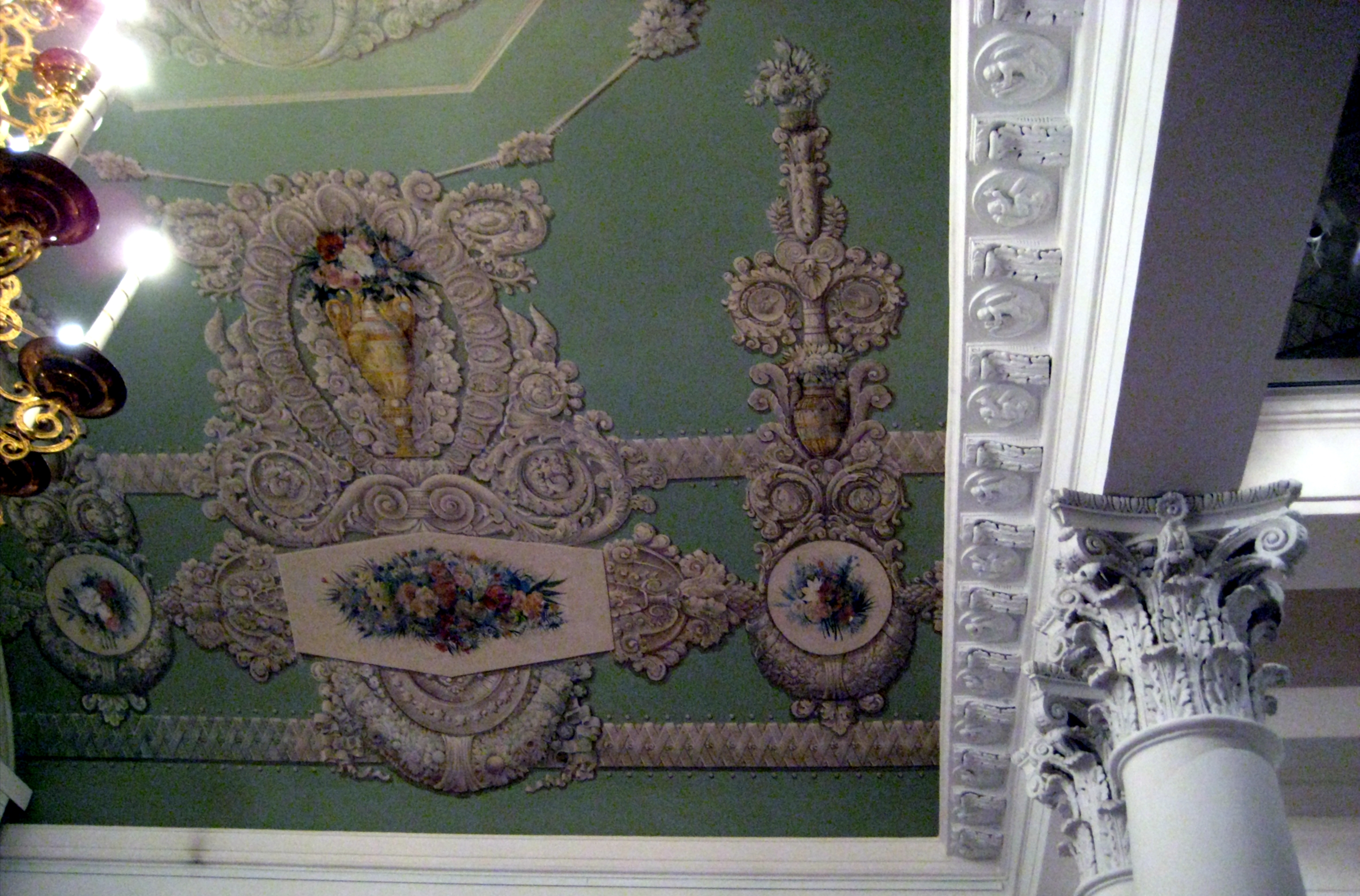
Fresque d'un plafond
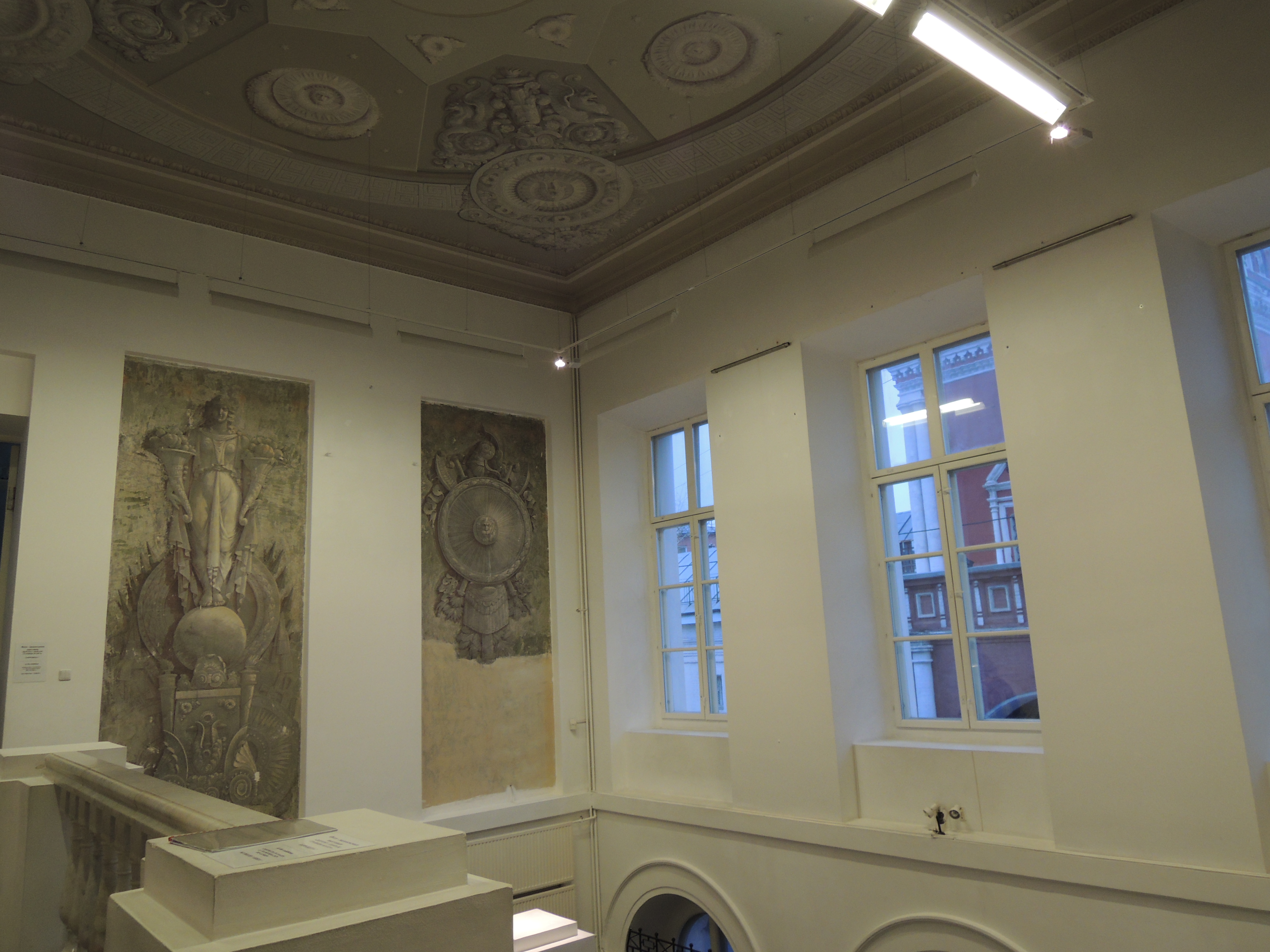
Escalier d'honneur et fresques en grisaille
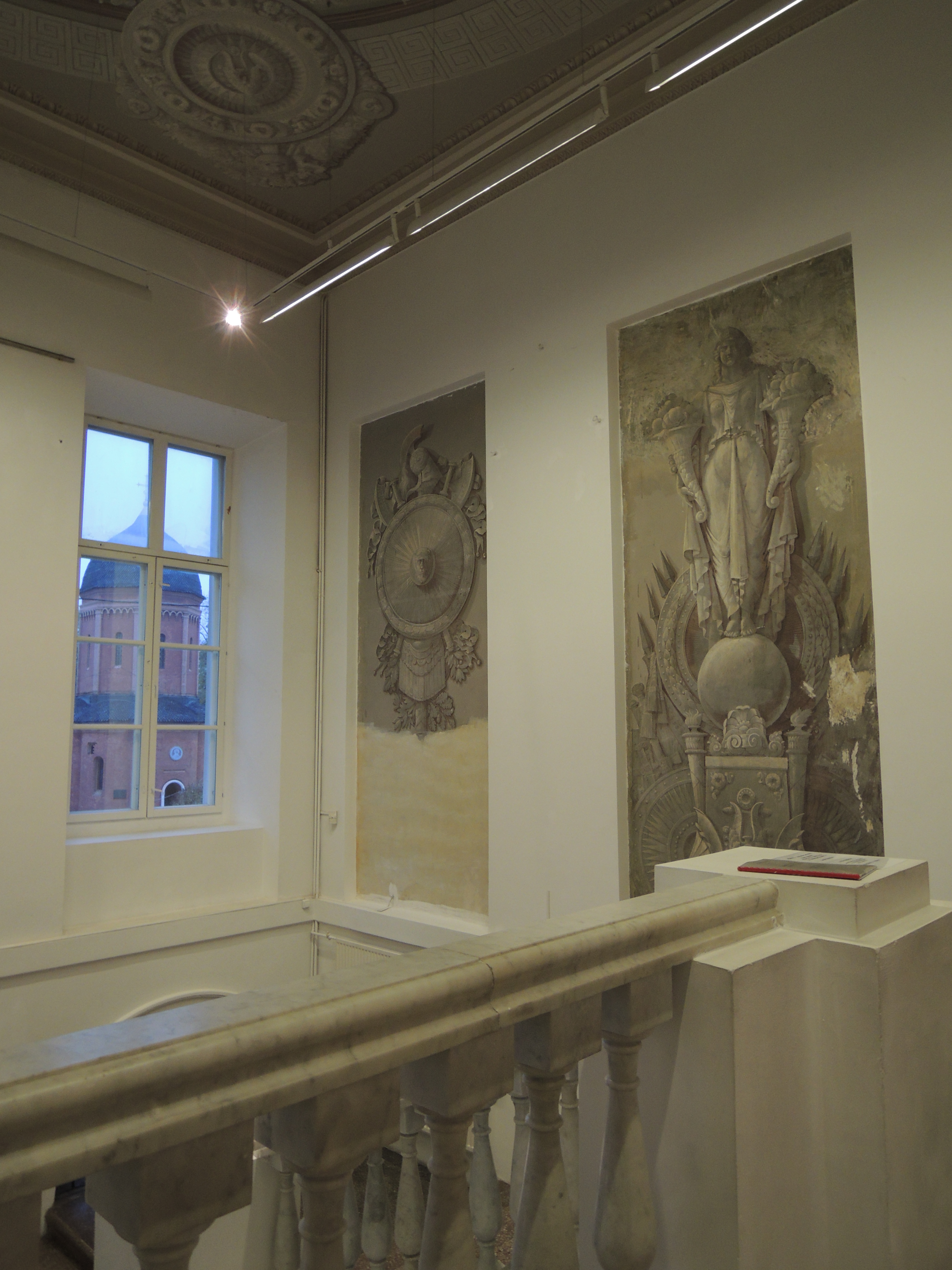
Escalier d'honneur

## Source de la traduction
- (ru) Cet article est partiellement ou en totalité issu de l’article de Wikipédia en russe intitulé « Особняк Губина » (voir la liste des auteurs).